# Spiro Agnew
Spiro Theodore Agnew (1918. november 9. – 1996. szeptember 17.) az Amerikai Egyesült Államok 39. alelnöke Richard Nixon elnöksége alatt, 1969 és 1973 között. Maryland államban született, Baltimoreban. Agnew volt az eddigi legmagasabb politikai tisztséget elért görög származású amerikai. 1973-ban adócsalás és pénzmosás miatt le kellett mondania alelnöki mandátumáról. 1967 és 1969 között Maryland állam 55. kormányzója volt.
Érdekesség, hogy miután a Watergate-botrány miatt Nixon is lemondott, Agnew utóda, Gerald Ford lett az Egyesült Államok első nem választások útján hatalomra került elnöke. (Máskor is előfordult, hogy az alelnök vette át az elnökséget, de Agnew lemondása miatt nem a megválasztott alelnök került a Fehér Házba.)